# Campeonato de Primera División B 1983 (Argentina)
El Campeonato de Primera División B 1983 fue la quincuagésima temporada de la categoría, por entonces la segunda división del fútbol argentino. Se incorporaron para el torneo Quilmes y Sarmiento (J), descendidos de Primera División, y Villa Dálmine y Central Córdoba, respectivamente campeón y segundo ascendido de la Primera C.
El campeón fue el Club Atlético Atlanta. Por su parte, Chacarita Juniors ganó el torneo por el segundo ascenso.

## Formato

### Competición
Se desarrolló en dos etapas. En la primera se disputó un torneo por el sistema de todos contra todos, ida y vuelta, con los equipos divididos en dos zonas a los efectos de la suma de puntos. El equipo con mejor puntaje en la tabla general ascendía directamente, mientras que los cuatro mejores de cada zona, excluyendo al campeón, y el mejor quinto, jugaban un torneo por el segundo ascenso por eliminación directa, a dos partidos en cancha neutral. 
Descendían los dos equipos que en la tabla de promedios tuvieran las dos últimas ubicaciones.

## Equipos
| Equipo                 | Ciudad               |
| ---------------------- | -------------------- |
| All Boys               | Buenos Aires         |
| Arsenal                | Sarandí              |
| Almirante Brown        | Isidro Casanova      |
| Atlanta                | Buenos Aires         |
| Banfield               | Banfield             |
| Central Córdoba        | Rosario              |
| Chacarita Juniors      | Villa Maipú          |
| Colón                  | Santa Fe             |
| Defensores de Belgrano | Buenos Aires         |
| Deportivo Armenio      | Ingeniero Maschwitz  |
| Deportivo Español      | Buenos Aires         |
| Deportivo Italiano     | Ciudad Evita         |
| Deportivo Morón        | Morón                |
| El Porvenir            | Gerli                |
| Estudiantes            | Caseros              |
| Gimnasia y Esgrima     | La Plata             |
| Lanús                  | Lanús                |
| Los Andes              | Lomas de Zamora      |
| Quilmes                | Quilmes              |
| Sarmiento              | Junín (Buenos Aires) |
| Tigre                  | Victoria             |
| Villa Dálmine          | Campana              |

## Primera etapa

### Sección A
| Pos | Equipo                  | Pts | PJ | G  | E  | P  | GF | GC | DIF |
| --- | ----------------------- | --- | -- | -- | -- | -- | -- | -- | --- |
| 1º  | Tigre                   | 50  | 42 | 20 | 10 | 12 | 56 | 49 | 7   |
| 2º  | Almirante Brown         | 47  | 42 | 17 | 13 | 12 | 60 | 44 | 16  |
| 3º  | Los Andes               | 46  | 42 | 16 | 14 | 12 | 49 | 44 | 5   |
| 4º  | Chacarita Juniors       | 43  | 42 | 13 | 17 | 12 | 43 | 36 | 7   |
| 5º  | Sarmiento (J)           | 43  | 42 | 16 | 11 | 15 | 52 | 46 | 6   |
| 6º  | Colón                   | 41  | 42 | 14 | 13 | 15 | 54 | 61 | -7  |
| 7º  | Deportivo Armenio       | 39  | 42 | 11 | 17 | 14 | 50 | 50 | 0   |
| 8º  | Central Córdoba         | 38  | 42 | 13 | 12 | 17 | 50 | 47 | 3   |
| 9º  | Arsenal                 | 36  | 42 | 12 | 12 | 18 | 37 | 55 | -18 |
| 10º | Deportivo Español       | 32  | 42 | 9  | 14 | 19 | 42 | 55 | -13 |
| 11º | Gimnasia y Esgrima (LP) | 31  | 42 | 8  | 15 | 19 | 40 | 52 | -12 |

|  |                                               |
|  | Clasificado al torneo por el segundo ascenso. |

### Sección B
| Pos | Equipo                 | Pts | PJ | G  | E  | P  | GF | GC | DIF |
| --- | ---------------------- | --- | -- | -- | -- | -- | -- | -- | --- |
| 1º  | Atlanta                | 53  | 42 | 18 | 17 | 7  | 60 | 40 | 20  |
| 2º  | Deportivo Italiano     | 48  | 42 | 17 | 14 | 11 | 60 | 49 | 11  |
| 3º  | All Boys               | 46  | 42 | 13 | 20 | 9  | 52 | 45 | 7   |
| 4º  | Quilmes                | 46  | 42 | 18 | 10 | 14 | 54 | 49 | 5   |
| 5º  | Estudiantes (BA)       | 46  | 42 | 18 | 10 | 14 | 48 | 44 | 4   |
| 6º  | El Porvenir            | 44  | 42 | 14 | 16 | 12 | 55 | 55 | 0   |
| 7º  | Deportivo Morón        | 42  | 42 | 17 | 8  | 17 | 50 | 61 | -11 |
| 8º  | Banfield               | 41  | 42 | 14 | 13 | 15 | 38 | 45 | -7  |
| 9º  | Lanús                  | 39  | 42 | 10 | 19 | 13 | 51 | 54 | -3  |
| 10º | Defensores de Belgrano | 37  | 42 | 13 | 11 | 18 | 42 | 56 | -14 |
| 11º | Villa Dálmine          | 36  | 42 | 13 | 10 | 19 | 49 | 55 | -8  |

|  |                                               |
|  | Campeón. Ascendió a Primera División.         |
|  | Clasificado al torneo por el segundo ascenso. |

## Tabla de descenso
| Pos | Equipo                  | Promedio | 1982 | 1983 | Pts | Temp |
| --- | ----------------------- | -------- | ---- | ---- | --- | ---- |
| 1º  | Atlanta                 | 50,00    | 47   | 53   | 100 | 2    |
| 2º  | Almirante Brown         | 46,00    | 45   | 47   | 92  | 2    |
| 3º  | Deportivo Italiano      | 46,00    | 44   | 48   | 92  | 2    |
| 4º  | Quilmes                 | 46,00    | -    | 46   | 46  | 1    |
| 5º  | Chacarita Juniors       | 45,50    | 48   | 43   | 91  | 2    |
| 6º  | Los Andes               | 44,00    | 42   | 46   | 88  | 2    |
| 7º  | Tigre                   | 43,50    | 37   | 50   | 87  | 2    |
| 8º  | Banfield                | 43,00    | 45   | 41   | 86  | 2    |
| 9º  | Sarmiento (J)           | 43,00    | -    | 43   | 43  | 1    |
| 10º | Estudiantes (BA)        | 41,50    | 37   | 46   | 83  | 2    |
| 11º | All Boys                | 41,00    | 36   | 46   | 82  | 2    |
| 12º | Deportivo Armenio       | 41,00    | 43   | 39   | 82  | 2    |
| 13º | Colón                   | 40,50    | 40   | 41   | 81  | 2    |
| 14º | Defensores de Belgrano  | 40,50    | 44   | 37   | 81  | 2    |
| 15º | El Porvenir             | 40,50    | 37   | 44   | 81  | 2    |
| 16º | Gimnasia y Esgrima (LP) | 40,00    | 49   | 31   | 80  | 2    |
| 17º | Lanús                   | 40,00    | 41   | 39   | 80  | 2    |
| 18º | Deportivo Morón         | 39,50    | 37   | 42   | 79  | 2    |
| 19º | Arsenal                 | 39,00    | 42   | 36   | 78  | 2    |
| 20º | Deportivo Español       | 38,00    | 44   | 32   | 76  | 2    |
| 21º | Central Córdoba         | 38,00    | -    | 38   | 38  | 1    |
| 22º | Villa Dálmine           | 36,00    | -    | 36   | 36  | 1    |

|  |                                                              |
|  | Jugaron un desempate por el segundo descenso a la Primera C. |
|  | Descendido a la Primera C.                                   |

## Torneo por el segundo ascenso

### Cuadro
|  | Cuartos de final       | Cuartos de final     | Cuartos de final     |   |                   | Semifinales          | Semifinales          | Semifinales          |  |  | Final                | Final                | Final                |
|  | 10 y 13 de diciembre   | 10 y 13 de diciembre | 10 y 13 de diciembre |   |                   | 17 y 21 de diciembre | 17 y 21 de diciembre | 17 y 21 de diciembre |  |  | 23 y 27 de diciembre | 23 y 27 de diciembre | 23 y 27 de diciembre |
|  |                        |                      |                      |   |                   |                      |                      |                      |  |  |                      |                      |                      |
|  | Almirante Brown        | 2                    | 1                    |   |                   |                      |                      |                      |  |  |                      |                      |                      |
|  | Los Andes              | 3                    | 1                    |   |                   |                      |                      |                      |  |  |                      |                      |                      |
|  | Los Andes              | 3                    | 1                    |   | Los Andes         | 1                    | 1                    |                      |  |  |                      |                      |                      |
|  |                        |                      |                      |   | Los Andes         | 1                    | 1                    |                      |  |  |                      |                      |                      |
|  |                        | Quilmes              | 1                    | 0 |                   |                      |                      |                      |  |  |                      |                      |                      |
|  | Quilmes                | Quilmes              | 1                    | 0 | 3                 | 1                    |                      |                      |  |  |                      |                      |                      |
|  | Quilmes                |                      |                      |   | 3                 | 1                    |                      |                      |  |  |                      |                      |                      |
|  | All Boys               | 1                    | 1                    |   |                   |                      |                      |                      |  |  |                      |                      |                      |
|  |                        |                      |                      |   |                   |                      |                      |                      |  |  | Los Andes            | 0                    | 3                    |
|  |                        |                      | Chacarita Juniors    | 1 | 3                 |                      |                      |                      |  |  |                      |                      |                      |
|  | Tigre                  | 1                    | 2 (4)                |   |                   |                      |                      |                      |  |  |                      |                      |                      |
|  | Chacarita Juniors (p)  | 1                    | 2 (5)                |   |                   |                      |                      |                      |  |  |                      |                      |                      |
|  | Chacarita Juniors (p)  | 1                    | 2 (5)                |   | Chacarita Juniors | 1                    | 1                    |                      |  |  |                      |                      |                      |
|  |                        |                      |                      |   | Chacarita Juniors | 1                    | 1                    |                      |  |  |                      |                      |                      |
|  |                        | Deportivo Italiano   | 0                    | 0 |                   |                      |                      |                      |  |  |                      |                      |                      |
|  | Deportivo Italiano (p) | Deportivo Italiano   | 0                    | 0 | 1                 | 2 (5)                |                      |                      |  |  |                      |                      |                      |
|  | Deportivo Italiano (p) |                      |                      |   | 1                 | 2 (5)                |                      |                      |  |  |                      |                      |                      |
|  | Estudiantes (BA)       | 1                    | 2 (4)                |   |                   |                      |                      |                      |  |  |                      |                      |                      |

## Desempate por el Descenso
| Deportivo Español | 0 - 0 (6 - 4) | Central Córdoba |